# Osiedle Bałtyckie
Osiedle Bałtyckie – osiedle w Słupsku zlokalizowane w północnej części miasta. Graniczy ono od strony zachodniej z Zatorzem. Osiedle ciągnie się od ulicy Poniatowskiego, wzdłuż ulic Bałtyckiej i Portowej.

## Architektura
Południowe obszary dzielnicy obfitują w przedwojenne budynki.
Reprezentacyjną ulicą jest południowa część ulicy Bałtyckiej i krótki odcinek ulicy Kopernika mieszczący się w tej dzielnicy. Jedna ze starszych budowli (Kopernika nr 19) wybudowana została na początku XX wieku.
Na uwagę zasługują również budynki przy ulicy Poniatowskiego ciągnące się od torów do ulicy Morskiej. Pochodzą one z XX wieku. Na wschód od tych kamienic znajdują się inne budowle, niektóre pochodzą z około 1870r. (m.in. kamienica Poniatowskiego nr 41 i ceglany budynek Poniatowskiego nr 46a).
Na wschód od głównej arterii komunikacyjnej - drogi do Ustki - znajduje się stalowy Most Łabędzi prowadzący do skweru przy Stawku Łabędzim.
Ze względu na bliskość Słupskiej Specjalnej Strefy Ekonomicznej część budynków ma charakter przemysłowy. Ponadto zachowało się sporo przedwojennych kamienic. W krajobraz wpisują się również nowoczesne kamienice (m.in. na ulicy Kopernika)  powstałe po 1989 roku. Na ulicy Borchardta znajdują się pojedyncze domki jednorodzinne.

## Parki i skwery
Osiedle nie obejmuje żadnego parku, ale pewną jego namiastkę stanowi spory pas zieleni ze ścieżkami i ławkami na ulicy Kopernika. Ponadto poprzez Most Łabędzi i Most Dziewic można dostać się do przedwojennego skweru przy Stawku Łabędzim. Oba te tereny znajdują się jednak poza terenem osiedla.

## Transport
Przez dzielnicę przebiega Droga Krajowa nr 21. Pierwotnie przecinała ona dzielnicę, ale, wskutek budowy ringu miejskiego, aktualnie znajduje się ona jedynie w północnej, słabo zamieszkanej części osiedla. Przez dzielnicę biegną również linia kolejowa nr 202 i linia kolejowa nr 405 (na zachodniej granicy).